# 塞爾布里奇
塞爾布里奇（英語：Celbridge）是愛爾蘭共和國基爾代爾郡的一座城市。塞爾布里奇位於都柏林以西23公里處，是大都柏林地區城市。賽爾布里奇有人口19,537人，是基爾代爾郡最大的城市，愛爾蘭共和國第22大城市及愛爾蘭島上第36大城市。在2002年至2006年期間，塞爾布里奇的人口增加了7.8%。